# Kenya i olympiska vinterspelen 2006
Kenya skickade en tävlande till olympiska vinterspelen 2006 i Turin, Italien. 

## Resultat

### Längdskidåkning
- 15 km herrar
  - Philip Boit - 91